# Cinclosome à dos fauve
Cinclosoma marginatum
Espèce
Statut de conservation UICN

 LC  : Préoccupation mineure
Le Cinclosome à dos fauve (Cinclosoma marginatum) est une espèce d'oiseau de la famille des Cinclosomatidae.
Son aire s'étend à travers l'ouest de l'Australie.